# Dimanche
Pour les articles homonymes, voir Dimanche (homonymie) et Jour du Seigneur.

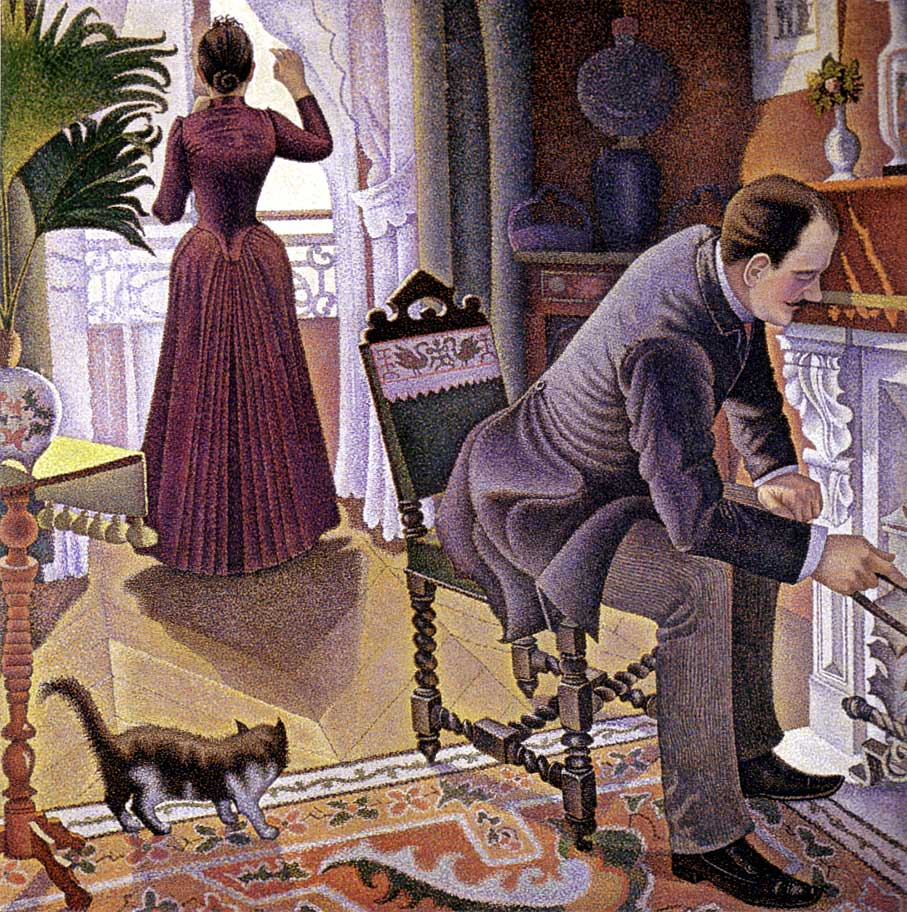
Un dimanche, par Paul Signac, 1890.

Le dimanche est le jour de la semaine privilégié pour le repos hebdomadaire dans plusieurs pays du monde, dont la France. La norme internationale ISO 8601 considère que le dimanche clôt la semaine, et le code avec le chiffre 7.
Pour les religions bibliques, le dimanche est le premier jour de la semaine juive et chrétienne. Pour les chrétiens, le dimanche est le jour de la résurrection du Christ (« jour du Seigneur ») ainsi que celui de la Pentecôte. Selon toute vraisemblance, les premiers chrétiens ou Nazôréens se réunissaient déjà le dimanche pour célébrer le culte et partager la cène, et certains faisaient cohabiter Shabbat et dimanche,,.
En Europe, le dimanche est considéré comme un jour de repos depuis le règne de l'empereur romain Constantin Ier qui en a fait le « Jour du Soleil » par une loi du 7 mars 321 en hommage au Soleil invaincu. De nos jours, la législation évolue pour en faire un jour chômé auquel des dérogations sont accordées.

## Étymologie

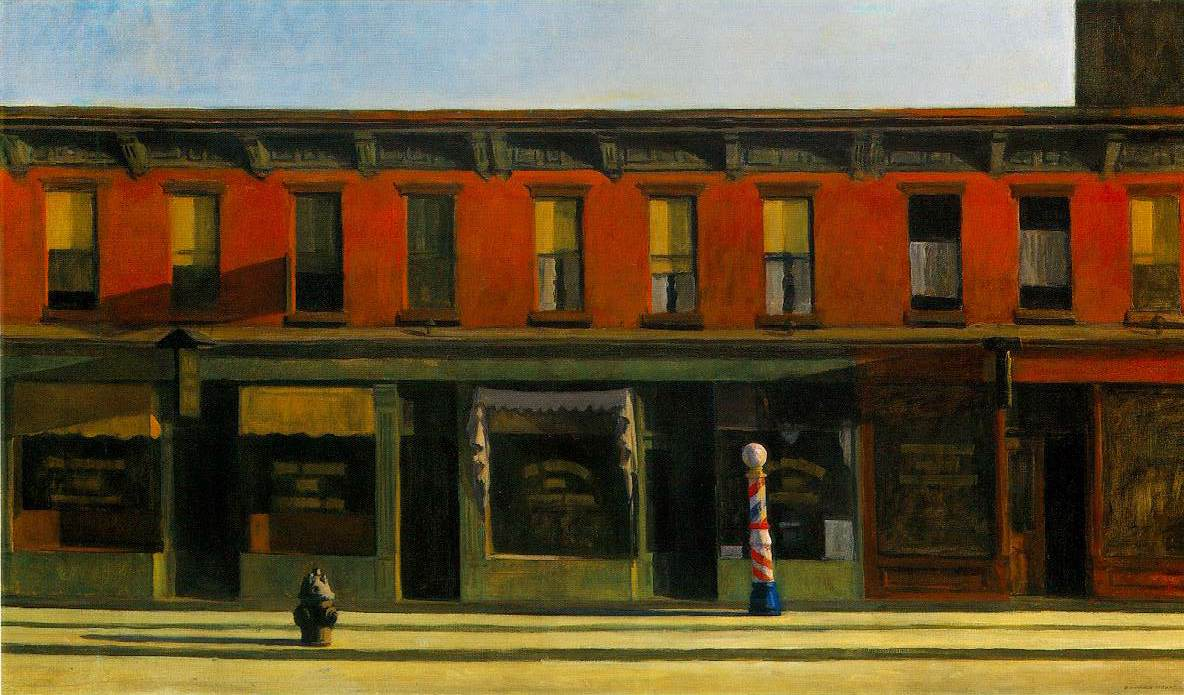
Dimanche matin, par Edward Hopper (1930), Whitney Museum of American Art.

En français, le mot « dimanche » est un nom commun issu de *diominicu (*non attesté), qui remonte au gallo-roman *didominicu par dissimilation consonantique, lui-même du latin chrétien dies dominica (latin dies Dominicus) ou « jour du Seigneur »,,.
L'étymologie du terme peut être retracée à partir de l'Apocalypse (1,10) et de la Didachè : Dies dominicus est une traduction du grec Kuriake Heméra (quoique la Didaché ne définisse pas le « jour du Seigneur » de façon explicite comme étant le dimanche).
En ancien français, ce jour se dit dïenenche, à l'origine des mots français « dimanche » [di.mɑ̃ʃ], italien « domenica » ou encore portugais et espagnol « domingo » ou roumain duminicӑ, wallon dimegne... On parle ainsi du « repos dominical ».
L'expression appliquée à ce jour de la semaine est un usage chrétien, quand les chrétiens se réunissant chaque semaine pour commémorer l'eucharistie de la résurrection de Jésus-Christ, qui aurait pris place le premier jour de la semaine juive (le lendemain du Shabbat), ce premier jour devenant ainsi le dies dominicus soit le « jour du Seigneur ».

## Place dans la semaine
La norme internationale ISO 8601 considère que la semaine commence un lundi et code le dimanche avec le chiffre 7.
Les calendriers rédigés en anglais et en japonais sont généralement imprimés avec le dimanche en premier et certains sites internet, ou des logiciels informatiques (comme SAS pour son format des dates), continuent cette pratique. Toutefois la tendance générale semble aller vers l'adoption de la norme ISO 8601.
Le Littré de 1863 indique seulement : « premier jour de la semaine ». L'Académie française note, en 1990, dans la neuvième édition de son dictionnaire : « Du latin chrétien dies dominicus, « jour du Seigneur ». Il comportait aussi la prescription du repos. Dans la langue courante, septième et dernier jour de la semaine ».
Les peuples germaniques adoptent le système de la semaine introduit par les Romains mais l'adaptent à leurs propres dieux (à l'exception de Saturne) selon un procédé appelé Interpretatio Germanica, entre le IIIe et le IVe siècle, et ainsi, ne suivent pas le modèle des langues romanes s'inspirant de Mercure pour le mercredi. Les noms des jours dans les langues scandinaves étant calqués sur les noms germaniques, l'islandais Miðviku, l'allemand Mittwoch et le finnois keskiviikko (notre mercredi) signifient « milieu de semaine (ou mi-semaine) », ce qui confirme que le dimanche est considéré, à l'époque, comme le premier jour de la semaine.

## Origine du repos dominical

### Source torahique

#### Texte

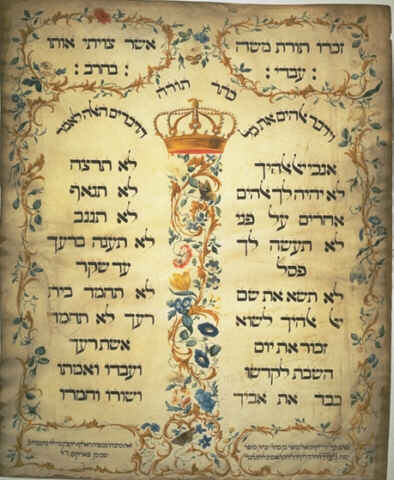
Décalogue par Jekuthiel Sofer, Amsterdam, 1768.

Dans la Bible hébraïque, le Livre de la Genèse raconte que Dieu, après avoir achevé l'Univers en six jours, se repose le septième jour (Gn 2-3), et le quatrième des Dix Commandements prescrit que le septième jour, soit le Shabbat (hébreu שבת) de chaque semaine devra être un jour de repos (Exode 20:8-11) pour les êtres humains (qu'ils soient hommes libres, femmes ou esclaves) et les animaux. Ce jour du Chabbat est rappelé en multiples autres occurrences (Ex 16:23 (« le Shabbat solennel, le saint chômage en l'honneur de l'Éternel »), Ex 31:14-16 ; Deut 5:12-14 ; Lév 23:3...) de la même source. Le Commandement est ainsi donné aux Hébreux :

« Observe le Shabbat pour le sanctifier (Ex 20:8) »

#### Étymologie et sens
Le Chabbath est un temps de repos assigné, de cessation d'activité, commençant le vendredi soir à la tombée de la nuit jusqu'au samedi soir ; ainsi, l'heure de début et de fin de Chabbath change-t-elle chaque semaine (voir calendrier hébraïque). Le mot vient de l'hébreu shābbath, שבת, dérivant du verbe shābath « s'arrêter, se reposer » (Gen 2:2-3), passé ensuite au grec σάββατον (sábbaton) puis au latin sabbatum. De façon indirecte, le français « samedi » en est dérivé à partir de sambe-di en vieux français.
En hébreu moderne, le mot « samedi » ou l'expression « la journée du samedi » se disent « Shabath ».
Durant le Chabbath, se reposer de tout acte de création, du travail de la semaine, permet de régénérer son âme et respectant l'ordre divin, répond à la sanctification du nom de Dieu ; « c’est faire publiquement la profession de foi que Dieu a créé l’Univers..., que Son Esprit domine la matière, qu’Il Est le Maître de notre force de travail, de notre vie ».

### Christianisme ancien
Dans le Nouveau Testament, Jésus-Christ dit à ses disciples : « le Fils de l’homme est maître même du Sabbat » (Marc 2:28). Il n'attaque jamais le principe de la loi de Dieu concernant le sabbat et ne le viole pas ; « au contraire, il le confirme, obéissant radicalement au commandement sabbatique ».
La génération apostolique montre que Jésus n’a pas aboli le Shabbat car elle continue à l'observer, et bien d'autres également qui la suivront : « On fréquente le Temple (Ac 2:46 ; 3:1 ; 5:20-42) et la synagogue (Ac 9:2). Saül/Paul de Tarse connu pour son engagement en faveur de l'évangélisation des païens commencera toujours ses missions par les synagogues, le jour du sabbat (Ac 13:14 et ss ; 16:33 ; 17:2 ; 18:4...) ». Paul s’oppose aux tendances judaïsantes qui se manifestent dans les communautés de la Galatie et de Colosses, qui veulent proposer l’observance du Shabbat comme élément essentiel à l’obtention du salut pour les éthno-chrétiens aussi (Gal 4;8-10 ; Col 2:16-17). Au concile de Jérusalem, au milieu du Ier siècle, les apôtres choisissent de ne rien imposer aux païens en plus du baptême, à l’exception de certaines obligations liées à la nourriture licite.
Aussi, Paul de Tarse établit-il un jour déterminé pour mettre à part les offrandes qui doivent être envoyées aux pauvres de l’Église de Jérusalem « chaque premier jour de la semaine » (1 Co 16:2). Il s'agit là d’une application de l’usage caritatif (« panier des pauvres ») qu’une bonne part du judaïsme contemporain de l'époque (aussi de nos jours) réserve à la veille du Shabbat pour que les indigents puissent le célébrer dignement.

#### Lente évolution différenciée
Pour une majorité de chrétiens, le Shabbat, qui représentait l'achèvement de la première création est toutefois remplacé par le « jour du Seigneur », soit le dimanche, le premier jour de la semaine hébraïque, qui rappelle la création nouvelle inaugurée à la résurrection de leur messie, Jésus-Christ, célébrée hebdomadairement,. Dès le Ier siècle, les évangélistes considèrent qu'en accomplissant son sacrifice à la Croix, Christ rend à perpétuité sans objet tout le cérémonial de la Loi juive et ses multiples prescriptions ; l'Épître aux Hébreux traite ce thème en profondeur ou en Jean « car la loi a été donnée par Moïse, la grâce et la vérité sont venues par Jésus-Christ » (Jn 1:17).
Toutefois, l’Église des quatre premiers siècles connaît une triple position concernant le maintien ou non de l'observance du jour du Shabbat juif :
- l’attitude favorable à la conservation de l’observance sabbatique en plus du dimanche, voire exclusive, dans les milieux judéo-chrétiens[21] ;
- la tendance, qui s’est affirmée dès le IIe siècle, qui souligne la rupture avec le Shabbat en faveur de l’observance uniquement du dimanche (sans pour autant que des formes de vénération et de culte sabbatique aient complètement disparu aux IIe et IIIe siècles) dans les milieux pagano-chrétiens [22] ;
- enfin, la position intermédiaire attestée dans les Églises d’Orient du IVe siècle, où une observance sabbatique spiritualisée, non sujette à prescriptions légales ni à l’abstention absolue du travail, cohabite avec la fête dominicale, qui maintient sa suprématie par rapport au shabbat juif et aux autres jours de la semaine.

« La nécessité de se différencier du judaïsme a contribué de façon substantielle à l’adoption de l’observance du dimanche à la place du shabbat. Ce n’est vraisemblablement pas à Jérusalem qu’il faut en voir la source, même si les premiers chrétiens ont pu y connaître des persécutions... mais à Rome ». Cette différentiation a été progressive dans l’empire romain et ignorée à Jérusalem, jusqu’en 135. À la fin du Ier siècle, le pape Clément « écrit une lettre aux Corinthiens (vers 95), premier document post-apostolique en faveur de la préséance de l'évêque de Rome dans l'Église du Christ. À partir de là, on peut penser que la pratique romaine va influencer l’ensemble de l’Église ». « Dès le IIe siècle, on voit par ailleurs se développer dans la littérature ecclésiale une forte opposition aux pratiques juives, qui ira jusqu’à l’interdiction pure et simple de l’observance du shabbat au début du IVe siècle ». Marginalement, certains comme Grégoire de Nysse (deuxième partie du IVe) recommandent la double célébration du sabbat et du dimanche : « avec quels yeux, écrit-il, pourras-tu regarder le dimanche en face, après avoir déshonoré le sabbat ? Ne sais–tu pas que ces deux jours sont frères ? Et que, si tu commets une offense à l’égard de l’un, tu offenses également l’autre ? ».
Il est difficile de déterminer précisément à partir de quand les premières communautés chrétiennes célèbrent le dernier repas du Christ mais il semble que le jour de cette Cène et le sabbat soient confondus chez les judéo-chrétiens ou Nazaréens jusqu'à l'émergence de chrétiens au IIe siècle qui rompent avec leurs racines juives et choisissent le jour de la résurrection de Jésus (le dimanche, le troisième jour après le Vendredi saint) pour en faire leur repas dominical et le premier jour de la semaine. Il est cependant établi que, comme les Juifs avant eux, les premiers chrétiens célèbrent ce jour par des offrandes aux pauvres et un repas occasionnel de communion fraternelle, les agapes qui sont symbolisées lors de la célébration de l'eucharistie ; le pape Victor Ier cherche en vain au IIe siècle à imposer aux Églises d'Asie cette célébration lors de la solennité de Pâques le dimanche, suivant l’usage romain, puis à rejouer cette Pâque juive tous les dimanches de la semaine.
Vers 150, Justin de Naplouse écrit : « nous nous assemblons tous le « jour du soleil » (dies solis) parce que c’est le premier jour (après le sabbat juif, mais aussi le premier jour) où Dieu tirant la matière des ténèbres a créé le monde et que, ce même jour, Jésus-Christ, notre sauveur ressuscita d’entre les morts ».
Durant le IIe siècle et le IIIe siècle, on retrouve des phénomènes de vénération du shabbat chez les chrétiens, comme il ressort des polémiques d’Ignace d'Antioche en 110 contre les judaïsants, des affirmations de Justin de Naplouse en 160 environ ou vers la fin du IIe siècle avec Tertullien qui parle d’un groupe de chrétiens qui ne s’agenouillent ni le sabbat ni le dimanche. On peut donc parler d’un déclin de l’observance du Shabbat de la part des chrétiens durant cette période mais non d’une disparition totale. Au IVe siècle, Eusèbe de Césarée (proche de l'empereur Constantin) évoque l’observance dominicale des Ebionites, (groupe judéo-chrétien) qui s’en tenaient encore « avec insistance, à une observance littérale de la Loi » : « les ébionites, qui ne se référaient qu’à l’Évangile dit ‘des Hébreux’, observaient… le sabbat et suivaient les autres coutumes juives, mais le dimanche, ils célébraient des rites assez semblables aux nôtres en mémoire de la résurrection du Sauveur ».
Augustin d'Hippone affirme au Ve siècle que le commandement du repos sabbatique est le seul du Décalogue qui ne doive pas être observé à la lettre de la part des chrétiens mais qu’il faut l’entendre dans un sens spirituel, et Eusèbe de Césarée avait précédemment précisé que « Tout ce qui a été prescrit pour le sabbat, nous l’avons transposé au dimanche ».

#### Législation sous ConstantinIer
Le 3 juillet 321, dimanche est décrété jour de repos légal dans l'empire romain par l'empereur romain Constantin Ier, qui, usant de son droit régalien, se sert de la notion de justitium — une institution romaine qui permettait de suspendre toute activité étatique judiciaire pour marquer un événement marquant. Une coïncidence veut que les doctrines astrologiques juives et gréco-romaines attribuent toutes deux les planètes connues — au nombre de sept avec le Soleil — à différents jours de la semaine. Un de ceux-ci est dédié à l'astre solaire, comme l'atteste encore l'étymologie des mots allemand « Sonntag » ou anglais « sunday », danois ou norvégien « sōndag » ou islandais « sunnudagur », littéralement « jour du Soleil ». Constantin déclare donc un justitium permanent qui prend place ce jour connu tant des païens que des chrétiens, le « dies solis », le « jour du soleil » en hommage au Soleil invaincu (Sol Invictus), quand les chrétiens, pour leur part, se réunissent hebdomadairement pour commémorer l'eucharistie de la résurrection de Jésus-Christ, indiquée au premier jour de la semaine juive (le lendemain du chabbat). Cette décision a pour effet d'imposer un nouveau rythme temporel hebdomadaire, différent du calendrier romain.
Si on ne connaît pas les motivations réelles de Constantin, il est envisageable qu'elles aient été largement fondées sur des considérations d'ordre socio-économiques pour s'adapter aux coutumes du plus grand nombre, puisqu’à cette époque où les chrétiens ne sont encore qu'une petite minorité, c'était le jour dédié au culte solaire, très répandu. Néanmoins, cette décision est à compter au nombre des actes qui favorisent indirectement la reconnaissance du christianisme.
Constantin édicte une loi supplémentaire qui donne à ses soldats — ou au moins sa garde personnelle — du temps libre chaque dimanche afin d'accomplir leurs dévotions envers leurs dieux respectifs ou envers l'empereur. Vers la fin du IIIe siècle et au début du IVe siècle, plusieurs lois interdisent les spectacles théâtraux et les courses de chars pour favoriser l'écoute des sermons des prédicateurs chrétiens, mais peinent à s'imposer.

#### «Shabbatisation» du dimanche
Après Eusèbe de Césarée,, l’Église catholique « transfère la solennité du samedi au dimanche » lors du Concile de Laodicée, en 363. Il s'agissait d'empêcher encore les Chrétiens de judaïser en se reposant le shabbat.
Dès le VIe siècle, l’extension et les modes du repos dominical font naître dans le domaine chrétien une casuistique qui a peu à envier à la si critiquée casuistique juive sur le shabbat. « Par un curieux mécanisme de substitution, c’est au moment où la pratique du shabbat est pratiquement abandonnée dans les communautés chrétiennes de l’Empire romain que la notion de « repos sabbatique » revient en force à propos du « Jour du Seigneur...». Les Pères de l’Église enracineront l’obligation du repos dominical dans le commandement sabbatique. Ainsi Éphrem le Syrien (vers 350) se réfère directement à la Loi juive pour justifier le repos du dimanche : « la Loi ordonne que le repos soit accordé aux esclaves et aux animaux, afin que tous, esclaves, servantes et travailleurs, puissent cesser le travail ».
Ainsi, le dimanche connaît un processus de « shabbatisation » en raison duquel il devient « le shabbat chrétien ». Le report des principaux préceptes sabbatiques au dimanche a assuré l'extension des valeurs qu'apporte le shabbat juif, une manière plus assimilable pour les peuples peu à peu touchés par le christianisme d'entrer dans l'exigence d'un temps pour Dieu.

## Traditions religieuses chrétiennes

### Tradition du dimanche chrétien
La Bible instaure l'obligation d'observer le jour de shabbat, jour de culte et de repos. Le commandement se trouve dans le Décalogue (Exode 20:8) et fait écho au jour de repos de Dieu lors de la création (Genèse 2:2). Le Christ confirme ce commandement en Marc 2:27,28 déclarant que la Loi est pour l'homme et qu'il en est le divin Législateur.
L'observation du repos dominical devient bientôt une obligation pour tous les chrétiens, et il faut que Charlemagne fasse accepter par l'Église des exceptions pour les paysans en raison de la nécessité pour ces derniers de ne pas laisser passer le beau temps pendant les moissons.
La seule citation « Je fus ravi en esprit au jour du Seigneur » se trouve dans l'Apocalypse : « je tombais en extase au jour du Seigneur » : kyriaké eméra. En réalité, il s’agit moins d’un dimanche ordinaire que du jour final de la manifestation du Christ et du jugement (Act 2.20). Toutefois, en raison du qualificatif « du Seigneur » (kuriakè), on a pu rapprocher ce jour de la pratique du « repas du Seigneur » (cf. 1 Co 11:17 et ss), autrement dit l’eucharistie ».
Parmi les premiers chrétiens, certains continuèrent à observer le shabbat durant encore plusieurs siècles, tandis que d'autres (une majorité), sous l'impulsion de l'Église catholique romaine et dans l'intérêt de se distinguer du judaïsme, célébrèrent le dimanche, considéré par eux comme le jour de la résurrection de Jésus de Nazareth. D'après la Bible, Jésus meurt sur la Croix un vendredi après-midi. Il fut enterré rapidement à cause du shabbat qui commence dès la tombée de la nuit et pendant lequel il est interdit d'ensevelir les morts et de les couvrir de parfum. Les femmes myrrhophores furent donc obligées d'attendre le dimanche matin, pour procéder aux embaumements et préparations qu'elles n'auraient pas eu le temps de faire le vendredi avant le coucher du soleil. Elles découvrirent alors le tombeau vide : « Après le shabbat, à l'aube du premier jour de la semaine, Marie de Magdala et l'autre Marie allèrent voir le sépulcre » (Mt 28:1).
Chaque dimanche est la célébration de la résurrection du Christ, événement capital sur lequel se fonde la foi chrétienne. C'est pourquoi le dimanche est aussi considéré comme le huitième jour d'une création nouvelle inaugurée par la Résurrection. C'est au cours de la journée du dimanche qu'a lieu la principale célébration eucharistique de la semaine dite messe chez les catholiques, culte chez les protestants et Sainte liturgie chez les orthodoxes.
Ainsi, les trois événements eschatologiques fondamentaux que sont la résurrection, les apparitions du Ressuscité, le don de l’Esprit Saint ont tous place le premier jour de la semaine. Les chrétiens ont donc repris le rythme hebdomadaire du repos juif instauré par la Bible mais, en vertu de ces événements majeurs et de l'eucharistie de la Cène (fractio panis) en lien avec l’événement pascal, ils ont attribué une importance centrale au jour qui suit le shabbat. Le lien entre le samedi et le dimanche se trouve dans la personne de Jésus, qui est « juif pour toujours », qui a vécu la fidélité au shabbat, qui a révélé Dieu par ses comportements le jour du shabbat et par sa résurrection des morts.
Le changement de jour du samedi (dernier jour de la semaine) au dimanche (premier jour de la semaine) correspond également à un changement d’alliance.
Le dimanche, chaque catholique doit se rendre à la « messe dominicale ». Pour faciliter cette participation, l'Église romaine a obtenu que le dimanche devienne jour de repos légal, à partir du IVe et surtout du Ve siècle à Rome, depuis le règne de l'empereur Constantin. Néanmoins, encore à cette époque, le paganisme n'est pas éradiqué et les conciles statuent régulièrement dans ce but ; en 589, le concile de Narbonne interdit encore de fêter le jeudi comme jour dédié à Jupiter ; en 650, le concile de Rouen impose des surveillants pour faire respecter le repos dominical.
L'emprise de la messe dominicale diminue dès le XVIIIe siècle pour des raisons matérielles (églises pas assez nombreuses, trop petites et inconfortables), liturgiques (les messes successives lors des matines dominicales sont obligatoires mais celles des vêpres, des complies et des saluts dominicaux sont facultatives chez les catholiques) et économiques (selon la météorologie, les paysans peuvent devoir aller aux champs le dimanche, la révolution industrielle crée des métiers qui obligent à travailler en continu comme les laveries, la sidérurgie ; ainsi, suivant les régions et les époques, les évêques imposent une messe dominicale bimensuelle ou mensuelle).

#### Appellation
La plus ancienne dénomination du dimanche est « premier jour de la semaine », qui dérive de l'appellation hébraïque (יום ראשון, Yom rishon ; littéralement « jour un » ou « jour premier ») et n'est pas marquée d'un sens chrétien comme le sera « jour du Seigneur ». Celle-ci se trouve pour la première fois en Ap 1:10 et s'impose vite. L’expression kyriaké eméra (« jour du Seigneur » ; litt. « jour seigneurial ») qui apparaît dans Actes des Apôtres se répand dans les milieux de l’Asie Mineure sous la forme kyriaké (avec l’usage substantivé de l’adjectif), qui deviendra en latin (dies) dominicus, d’où « dimanche ».
Dans le calendrier hébraïque, le « premier jour » est en effet le jour suivant le shabbat (puisque Dieu s'est reposé le dernier jour, soit le shabbat), et ce n’est que dans la chrétienté de langue sémitique que le dimanche continue à être appelé, aujourd’hui encore, « premier jour de la semaine » (en syriaque, arabe ou éthiopien). Cette appellation, tout comme le rythme hebdomadaire des synaxes qui se déroulaient ce jour-là, dénote un lien évident avec le calendrier et la pratique liturgique juive et en particulier avec la fréquence hebdomadaire de la fête du shabbat.
Si l’Écriture connaît l’expression « huitième jour », le dimanche ne sera explicitement appelé ainsi que par Barnabé, vers 130.

#### Jour de repos

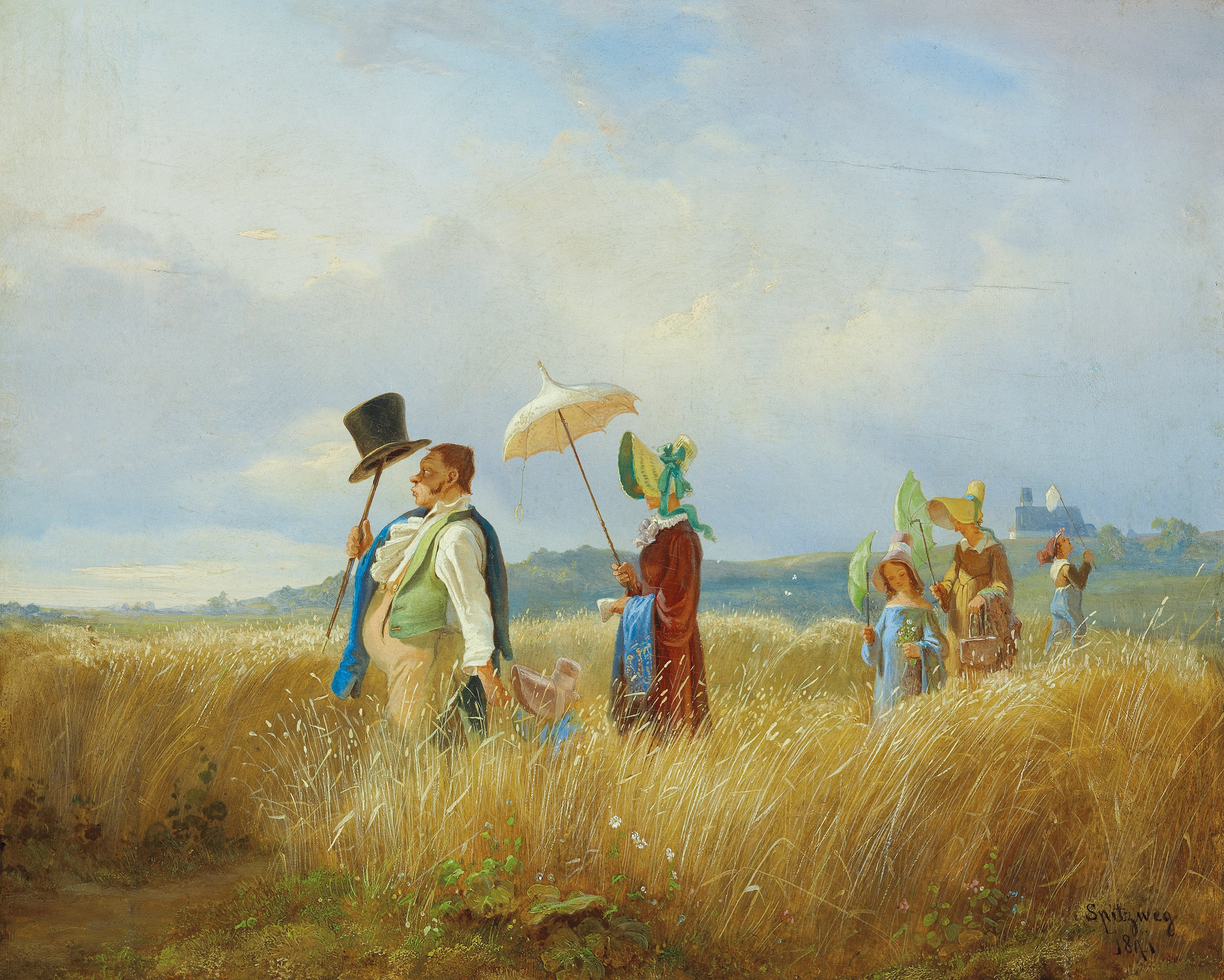
Carl Spitzweg, La Promenade du dimanche.

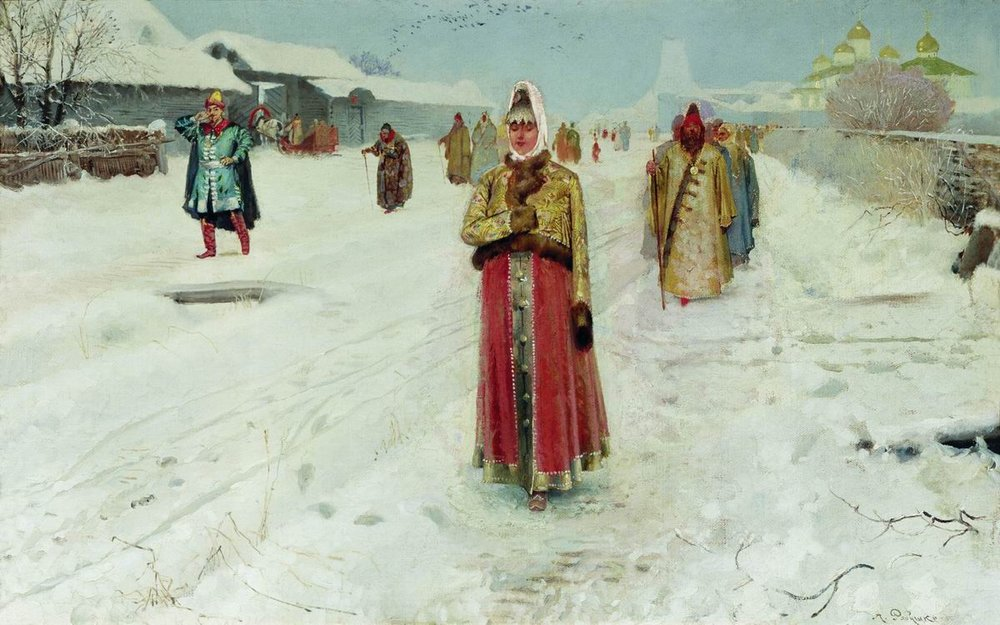
Andreï Riabouchkine, Dimanche, 1889, Musée-réserve de Novgorod.

Si le dimanche est né comme un jour essentiellement cultuel (jour du rassemblement de l’assemblée chrétienne célébrant la mort-résurrection du Christ), il s’est peu à peu développé au cours des trois premiers siècles de notre ère, sans pour autant assumer l’élément du repos, central et déterminant dans le shabbat juif. Les témoignages issus de cette période soulignent tout au plus la nécessité de différer certains travaux afin de trouver le temps de participer à l’assemblée eucharistique et ne pas faire passer les activités propres avant la Parole de Dieu. Ce n’est qu’à partir du IVe siècle que le dimanche s’enrichit de l’élément de l’abstention du travail avec les constitutions promulguées en 321 par l'empereur Constantin, complétées ultérieurement - avec l'interdiction des divertissements -, et particulièrement avec le 3e synode d’Orléans en 538, où le repos dominical se transforme même en une obligation. Après des siècles de casuistique, Vatican II marque un tournant à l’égard de l’interprétation réglementaire du dimanche.

#### Sanctification du dimanche
Thomas d'Aquin s'appuie sur le cinquième précepte du Décalogue pour définir la sanctification du dimanche : c'est le jour où l'esprit humain participe au repos de Dieu. « À cela s'oppose la négligence spirituelle à l'égard du bien divin », c'est-à-dire l'acédie ou paresse spirituelle, un péché capital.
Le repos dominical, qui interrompt la production, le commerce et la course au profit, est, pour les chrétiens, un signe de gratuité et de grâce.
L'aspect de liberté par rapport au commandement de la sanctification du jour du repos a été particulièrement repris par le protestantisme pour qui il ne s'agit pas d'une prescription à suivre de manière intégriste ou légaliste, parce que « Le sabbat est fait pour l'homme et non l'homme pour le sabbat ».
Le dimanche est un temps sacramentel qui rappelle que l’histoire du salut est récapitulée dans le messie Jésus, une forme de repos et de fête qui permettent de vivre pleinement les dimensions du jour dominical.

#### Controverse quant au jour de culte choisi
Selon le théologien Jean Dujardin, « c’est après l’œuvre de création que Dieu se retire. Mais il ne se met pas en retrait de l’œuvre de rédemption », ce que poursuit le rabbin Rivon Krygier : « Jésus ne cherche pas à réformer la loi rabbinique, ni à instaurer de nouvelles règles. Mais il met en œuvre les clauses dérogatoires inhérentes à la Loi en raison du contexte eschatologique, dans le but de précipiter les consciences et donc l’événement attendu ».
La plupart des Églises chrétiennes ont choisi le « premier jour de la semaine », le dimanche, pour célébrer leur culte. Elles considèrent que le Nouveau Testament instaure une nouvelle ère de liberté affranchissant le peuple de la Nouvelle Alliance des observances de la Loi de Moïse, le dimanche devenant célébration de la « nouvelle création » inaugurée dans la résurrection de Jésus-Christ. Ainsi, le dimanche, jour de cette résurrection, est désormais le jour à sanctifier,.
Toutefois, pour les Églises adventistes, les Églises baptistes du Septième Jour et d'autres minorités chrétiennes, il n'appartenait pas à l'homme (Père de l'Église ou empereur romain) de modifier l'institution du shabbat. Le Décalogue, écrit par Dieu lui-même (Dt 9.10), est éternel comme l'est le Tout-Puissant. Le shabbat, inclus dans cette Loi, continuera d'être observé sur la nouvelle terre (Es 66.23). Ces mouvements continuent donc d'observer le samedi comme jour de culte, considérant que Dieu n'a pas aboli la loi du shabbat (cf Jésus Mt 5.18) telle que mentionnée dans le Décalogue

### Dimanches particuliers du calendrier chrétien
- Le dimanche est le jour saint de la plupart des confessions chrétiennes.
- Pâques est toujours célébré un dimanche.
- Le dimanche qui précède Pâques est le dimanche des Rameaux.

#### Usage propre à l'Église latine
- Dans le catholicisme, l'année liturgique commence un dimanche, le premier dimanche de l'Avent, soit quatre semaines avant Noël (voir calendrier chrétien).
- Dimanche de la divine Miséricorde (premier dimanche après Pâques)
- Le cinquième dimanche après Pâques est le dimanche des Rogations.
- Le huitième dimanche après Pâques est le dimanche de la Trinité.
- Le premier dimanche du Carême est surnommé le dimanche des Bures.
- Il n'y a pas de jeûne le dimanche, même en période de Carême. De fait, le temps de Carême (40 jours avant Pâques) se mesure sans tenir compte des dimanches.

#### Usage propre à l'Église orthodoxe
- Durant l'Avent :
  - dimanche des ancêtres, dimanche situé de 14 à 20 jours avant Noël ;
  - dimanche de la généalogie, dimanche qui précède Noël.
- Durant le temps de Noël :
  - dimanche des proches du Seigneur, dimanche entre Noël et le jour de l'an.
- Cinq dimanches de pré-carême précédant le Grand Carême :
  - dimanche de Zachée, 5e dimanche avant le Grand Carême ;
  - dimanche du Pharisien et du Publicain, 4e dimanche avant le Grand Carême ;
  - dimanche du Fils prodigue, 3e dimanche avant le Grand Carême ;
  - dimanche du Jugement dernier, ou dimanche du Carnaval ;
  - dimanche du Pardon, ou Dimanche de l'Exclusion d'Adam et Ève du Paradis, ou Dimanche des laitages ou dimanche de la Tyrophagie.
- Cinq dimanches du Grand Carême :
  - dimanche de l'Orthodoxie, 1er dimanche de carême, commémoration du rétablissement des icônes le 11 mars 843 ;
  - dimanche de saint Grégoire Palamas, 2e dimanche de carême ;
  - dimanche de la Croix, 3e dimanche de carême, milieu du carême ;
  - dimanche de saint Jean Climaque, 4e dimanche de carême ;
  - dimanche de sainte Marie l'Égyptienne, 5e dimanche de carême.
- Sept dimanches du temps pascal et de l'Ascension :
  - dimanche de Pâques, 1er dimanche de Pâques ;
  - dimanche de Thomas, 2e dimanche de Pâques (ou 1er dimanche après Pâques) ;
  - dimanche des Myrrhophores, 3e dimanche de Pâques (ou 2e dimanche après Pâques) ;
  - dimanche du Paralytique, 4e dimanche de Pâques (ou 3e dimanche après Pâques) ;
  - dimanche de la Samaritaine, 5e dimanche de Pâques (ou 4e dimanche après Pâques) ;
  - dimanche de l'Aveugle-né, 6e dimanche de Pâques (ou 5e dimanche après Pâques) ;
  - dimanche des Pères du concile de Nicée I, dimanche après l'Ascension.
- Dimanches de la Pentecôte :
  - dimanche de la Pentecôte, fête de la Trinité, descente du Saint-Esprit sur les apôtres (50 jours après Pâques) ;
  - Dimanche de Tous les Saints, 1er dimanche après la Pentecôte ;
  - dimanche de Tous les Saints du lieu, 2e dimanche après la Pentecôte.

#### Dans le catholicisme
Le pape Jean-Paul II explique dans la lettre apostolique, Le jour du Seigneur ou Dies Domini publiée le 31 mai 1998, l'importance de rentrer dans une théologie du shabbat pour mieux appréhender le mystère pascal. Il invite les chrétiens à redécouvrir le précepte du shabbat. La volonté de l'Église catholique de redécouvrir ses racines juives trouve sa source dans la reprise de dialogue entre juifs et catholiques initiée et voulue par le Concile Vatican II.
En conclusion du Jubilé extraordinaire de la Miséricorde, le pape François a demandé que l’on pense à un « dimanche entièrement consacré à la Parole de Dieu, pour comprendre l’inépuisable richesse qui provient de ce dialogue constant de Dieu avec son peuple ».
Par la lettre apostolique Aperuit illis du 30 septembre 2019, le pape François a établi que le IIIe Dimanche du Temps ordinaire soit consacré à la célébration, à la réflexion et à la proclamation de la Parole de Dieu.

## Évolution de la législation moderne

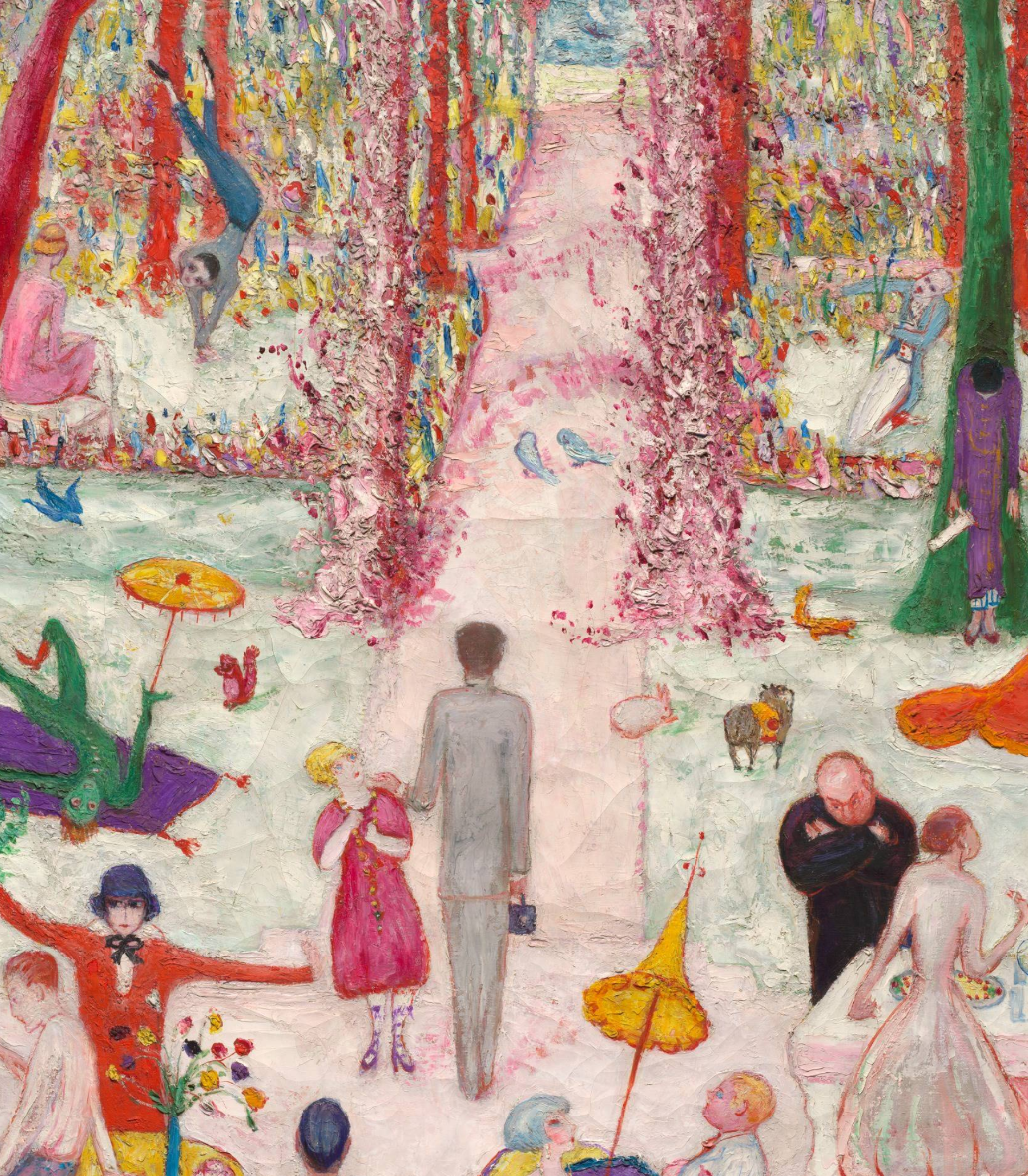
Sunday Afternoon in the Country, Florine Stettheimer, 1917.

« Le dimanche a longtemps été dédié à l’assistance aux offices religieux. Le XIXe siècle industriel en a fait un jour travaillé comme les autres, et ce sont finalement les luttes pour l’amélioration des conditions de travail qui ont poussé l’ensemble des pays industrialisés à renouer avec la tradition du dimanche chômé ». Si le dimanche est un jour particulier qui marque une rupture dans le déroulement de la semaine, longue fut la marche menant à la loi du 13 juillet 1906, octroyant un jour de repos par semaine en France,.
De nos jours, des autorisations de plus en plus larges sont accordées au travail dominical. Selon le ministère du travail, le « principe du repos dominical connaît plusieurs types de dérogations qui peuvent, selon le cas, être permanentes ou temporaires, soumises ou non à autorisation, applicables à l’ensemble du territoire ou à certaines zones précisément délimitées ».

## Dimanche dans la culture

### Dimanches historiques
- Le 27 juillet 1214 correspond au « dimanche de Bouvines » qui vit la victoire de Philippe Auguste sur les troupes d'Otton IV. On doit à Georges Duby un livre éponyme sur cette bataille décisive pour la monarchie française.
- Le 22 janvier 1905 est appelé « Dimanche sanglant » (ou « Dimanche rouge ») à Saint-Pétersbourg. C'est le début de la révolution russe de 1905.
- Le Bloody Sunday (« Dimanche sanglant ») est une journée de violence à Dublin le 21 novembre 1920, pendant la guerre d'indépendance irlandaise, qui fit près de 30 morts et environ 70 blessés.
- Le 3 septembre 1939 est un épisode de la Seconde Guerre mondiale appelé « dimanche sanglant de Bydgoszcz ».
- Le dimanche 30 janvier 1972, à Derry, en Irlande du Nord, est organisée une marche pacifique pour l'égalité des droits entre catholiques et protestants. Malgré des tentatives de négociation avec les forces de l'ordre britanniques, la manifestation se transforme en massacre : treize personnes sont tuées par l'armée. Cette journée, désormais inscrite dans l'Histoire sous le nom de Bloody Sunday, marque le début de la guerre civile irlandaise.

### Dimanche dans la musique
- Sunday Morning, l'un des Four Sea Interludes de Benjamin Britten, 1944
- Sunday Bloody Sunday, titre d'un morceau du groupe U2, relatant, en 1982, les évènements du Bloody Sunday en Irlande du Nord.

### Dimanche au cinéma
- One Sunday Afternoon, film de Raoul Walsh, 1948
- Jamais le dimanche, film de Jules Dassin, 1960
- Samedi soir, dimanche matin, film de Karel Reisz, 1960
- Un dimanche comme les autres, film de John Schlesinger, 1971
- La Femme du dimanche, film de Luigi Comencini d'après le roman de Carlo Fruttero et Franco Lucentini, 1975
- Un dimanche à la campagne, film de Bertrand Tavernier, 1984
- Bloody Sunday, film de Paul Greengrass, 2002

## Divers
- Le dimanche correspond soit au premier, soit au dernier jour de la semaine ; c'est pourquoi, certains calendriers (surtout anglo-saxons) affichent le dimanche comme étant soit le premier jour (car les religions judéo-chrétiennes désignent le samedi (le jour du shabbat) comme étant le dernier jour de la semaine), soit étant le septième et dernier jour de la semaine. Dans la langue courante, il est le septième et dernier jour de la semaine mais il est « traditionnellement, et aujourd’hui encore dans la langue religieuse, [le] premier jour de la semaine qui commémore la résurrection du Christ »[72].
- En Israël, le dimanche est le premier jour de la semaine (littéralement « Jour premier ») où les gens reprennent leurs activités après avoir chômé la veille, le shabbath.
- En Occident, les Juifs se marient volontiers le dimanche, jour de repos légal.
- Dans de nombreuses juridictions de culture chrétienne, le commerce est restreint le dimanche.
- Au Royaume-Uni, c'est illégal de tirer au gibier le dimanche, ni à la nuit.
- Les « habits du dimanche » désignent des vêtements soignés réservés aux dimanches et aux circonstances solennelles, d'où le verbe « endimancher ».
- L'expression péjorative « du dimanche » désigne un amateur, quelqu'un d'inexpérimenté ou pas sérieux, par exemple « un conducteur du dimanche ».